# Airbus A340-600
De A340-600 is een verkeersvliegtuig uit de A340-familie, dat gebouwd werd van 2001 tot 2010. Het is een verlengde versie van de A340-300 en het langste vliegtuig dat door Airbus werd gebouwd.
Het vliegtuig werd in 1997 op de Paris Air Show aangekondigd, tegelijk met de kleinere A340-500. De A340-600 biedt maatschappijen een grote capaciteit met een enorm vliegbereik (ruim 14.000 kilometer). Het vliegtuig kan worden ingericht met 380 stoelen (in dit geval is het toestel ingericht in een configuratie van drie klassen) tot zelfs 480 stoelen (in één klasse). Op 23 april 2001 koos de A340-600 voor de eerste keer het luchtruim en dertien maanden later werd het vliegtuig gecertificeerd. De ‘launch customer’ Virgin Atlantic voerde haar eerste vlucht in augustus 2002 uit. Andere grote gebruikers zijn Lufthansa, Iberia en South African Airways.

Met de zuinigere 777-300ER heeft Boeing de concurrentie voor de A340-600 zo zwaar gemaakt dat Airbus er geen bestellingen meer voor heeft. Het toestel wordt vervangen door een vergelijkbare versie van de A350. In 2010 rolde de laatste A340-600 uit de fabriek in Toulouse. Deze laatste geproduceerde A340-600 is in dienst van Iberia en voert vliegtuigregistratienummer EC-LFS.

## A340-600HGW
Airbus ontwikkelde ook een versie met een hoger maximaal startgewicht, genaamd de A340-600HGW. Hierbij staat HGW voor Higher Gross Weight (hoger brutogewicht). Naast het feit dat het toestel meer gewicht mee kan nemen, heeft het ook een grotere brandstofcapaciteit waardoor een (nog) grotere afstand kan worden overbrugd. De eerste vlucht van dit type werd gemaakt op 18 november 2005 en het werd gecertificeerd op 14 april 2006. Emirates Airlines was aanvankelijk de eerste klant voor dit type, maar annuleerde later de bestelling. Emirates bestelde de kleinere A340-500. De eerste klant voor de A340-600HGW werd Qatar Airways.